# I casi di Teresa Battaglia
I casi di Teresa Battaglia è una serie televisiva italiana diretta da Carlo Carlei nella prima stagione e da Kiko Rosati nella seconda stagione, trasmessa in prima visione su Rai 1 dal 13 febbraio 2023, con protagonisti Elena Sofia Ricci, Giuseppe Spata e Gianluca Gobbi. La prima stagione è ispirata al libro del 2018 Fiori sopra l'inferno, mentre la seconda stagione è ispirata al libro del 2019 Ninfa dormiente, entrambi di Ilaria Tuti editi da Longanesi. La prima stagione è intitolata Fiori sopra l'inferno - I casi di Teresa Battaglia, mentre la seconda stagione è intitolata Ninfa dormiente - I casi di Teresa Battaglia.

## Trama
La profiler Teresa Battaglia di Udine viene incaricata di rintracciare un misterioso killer che si aggira sulle montagne della zona di Tarvisio in Friuli, ma durante le sue indagini inizia ad accusare i primi sintomi della malattia di Alzheimer.

## Episodi
| Stagione                               | Episodi | Prima TV |
| -------------------------------------- | ------- | -------- |
| Prima stagione - Fiori sopra l'inferno | 6       | 2023     |
| Seconda stagione - Ninfa dormiente     | 6       | 2024     |
| Terza stagione - Figlia della cenere   | TBA     | TBA      |

## Personaggi e interpreti

### Personaggi principali
- Teresa Battaglia (stagione 1-in corso), interpretata da Elena Sofia Ricci. È una profiler di Udine attenta osservatrice, capo branco spietato ma anche madre. Teresa non ha perso dolcezza, sensibilità e capacità di indagare con empatia anche il lato oscuro che non solo il killer ma ognuno di noi si porta dentro. Ha perso il suo unico figlio in seguito alle violenze del marito durante la gravidanza. Oltre a soffrire di diabete nel corso della prima stagione manifesta i primi sintomi di Alzheimer.
- Massimo Marini (stagione 1-in corso), interpretato da Giuseppe Spata. È un giovane ispettore di origini siciliane che è stato assegnato come primo incarico a Udine.
- Giacomo Parisi (stagione 1-in corso), interpretato da Gianluca Gobbi. È l'ispettore capo. Lavora insieme a Teresa da ormai vent'anni ed è la persona che la conosce meglio.
- Giulio Nistri (stagione 1-in corso), interpretato da Luigi Petrucci. È il capo della scientifica.
- Albert Lona (stagione 2-in corso), interpretato da Fausto Maria Sciarappa. È il nuovo capo della squadra mobile.
- Alice (stagione 2-in corso), interpretata da Marial Bajma-Riva. È un'esperta nel ritrovamento di resti umani che inizia a collaborare con Teresa insieme al cane Smoky.

### Personaggi secondari
- Hans Knauss (stagione 1), interpretato da Massimo Rigo. È il sindaco di Travenì che ha diretto per diversi anni il posto di polizia.
- Dottor Ian / Joan Albert Walner (stagione 1), interpretato da Urs Remond, doppiato da Massimo Popolizio. È il medico condotto del paese. Ian è il primo a scoprire la vera natura dei problemi di Teresa. Ha un carattere schietto e aperto, perciò è ben visto in paese. In realtà è Joan Albert Walner, il dottore ha svolto esperimenti sul Andreas privandolo di una famiglia e scatenando la rabbia e la vendetta di quest'ultimo.
- Mathias (stagione 1), interpretato da Lorenzo McGovern Zaini. Mathias è il leader del gruppo dei bambini che il Fantasma ha deciso di proteggere. Ha un padre violento e teme che prima o poi l'uomo se la prenda col fratellino Markus.
- Diego (stagione 1), interpretato da Vittorio Garofalo. È il figlio di Valenti, la prima vittima del Fantasma.
- Oliver (stagione 1), interpretato da Ruben Santiago Vecchi. È un ragazzo cresciuto in fretta, ha imparato che suo padre ha una vita difficile poiché è un testimone di giustizia. Perciò, ha deciso di non confessargli di essere vittima delle attenzioni indesiderate del bidello della sua scuola.

- Lucia (stagione 1), interpretata da Tosca Forestieri. È la figlia di due ex tossicodipendenti. Ha un legame particolare con Mathias, l'unico a crederle di aver visto il Fantasma.
- Andreas Hoffman/Fantasma (stagione 1), interpretato da Mario Ermito. È una vittima dei folli esperimenti di Walner sulla privazione materna, nonostante un'infanzia di prigionia ha mantenuto una fortissima empatia e non sopporta si facciano del male ai bambini, punendo i genitori del quartetto protagonista quando questi si comportano male (come attaccando la madre di Lucia o uccidendo il padre di Diego, che aveva profanato la tomba del bambino tenuto prigioniero con Andreas allo stavolo). L'isolamento gli ha impedito di imparare a parlare.
- Gaetano Brughi (stagione 1), interpretato da Christian Burruano. È il padre di Oliver, testimone di giustizia.
- Melania Kravina (stagione 1), interpretata da Leda Kreider.
- Vittoria (stagione 1), interpretata da Maria Sole Mansutti.
- Lucas Ebran (stagione 1), interpretato da Riccardo Cicogna. La sua natura riservata lo ha reso involontariamente inviso alla comunità di Travenì, tanto da venire sospettato dei crimini indagati da Teresa. Verrà rilasciato per via di un difetto genetico che lo ha reso privo di impronte digitali, mentre le scene del crimine ne sono piene.
- David Knauss (stagione 1), interpretato da Enea Barozzi. È il figlio del sindaco di Travenì, viene attaccato da Andreas per aver quasi investito una donna con il passeggino.
- Marta Valenti (stagione 1), interpretata da Lorena Cacciatore.
- Christian Lusar (stagione 1), interpretato da Luca Filippi.
- Suor Anna (stagione 1), interpretata da Laura Mazzi. È la madre del bambino accudito da Andreas e morto nello stavolo. Dopo il parto ha affidato il piccolo (da lei chiamato Adam) a Walner, convinta che gli avrebbe trovato una famiglia.
- Madre di Lucas (stagione 1), interpretata da Paola Sambo. Cerca di difendere il figlio in tutti i modi dalle accuse che gli vengono mosse. Suo fratello era il proprietario dello stavolo dove Andreas è stato rinchiuso assieme ad un altro bambino.
- Questore Ambrosini e amico di Teresa (stagione 1, guest 2), interpretato da Lorenzo Acquaviva.
- Sara (stagioni 1-2), interpretata da Emma Benini. È una bibliotecaria che inizia una relazione con Massimo.
- Antonio Parri (stagione 1-in corso), interpretato da Ettore Belmondo. È il medico legale.
- Carmen Mura (stagione 1-in corso), interpretata da Cristina Moglia. È una dottoressa e amica di Teresa.
- Sandro Gigli (stagione 2), interpretato da Giulio Cristini. È un istruttore di arrampicata che ha sentito uno sparo nel momento della morte della poliziotta Marta. Inizia una relazione con Krisnja.
- Diego Russo (stagione 2), interpretato da Alessandro Orrei. È un amico di Sandro che soffre di allucinazioni; ha assistito alla morte di Marta. Figlio di un giudice, dopo la morte del fratello ha iniziato a fare problemi, e per questo, su richiesta del padre, è stato affidato a Sandro.
- Krisnja (stagione 2), interpretata da Gracjela Kicaj. È la pronipote di Aniza, la donna identificata come la "Ninfa dormiente" del quadro; le due si somigliano in maniera impressionante. La madre Hanna è stata uccisa anni fa, e ad essere sospettato del delitto all'epoca fu il padre di Marta Trevisan.
- Matriona (stagione 2), interpretata da Marta Richeldi. È la locandiera della Val Resia.
- Emmanuel Turan (stagione 2), interpretato da Massimo Mesciulam. È un senzatetto che viene coinvolto nel caso.
- Elena Privitera (stagione 2-in corso), interpretata da Giulia Petrungaro. È l'ex compagna di Massimo, che cerca di ricontattare per informarlo di essere incinta.
- Francesco Di Lenardo (stagione 2), interpretato da Giancarlo Previati. È il prozio di Krisnja e fratello di Aniza e Ewa.
- Giudice Russo (stagione 2), interpretato da Nicola Ciccariello. È il padre di Diego Russo.
- Ewa Di Lenardo (stagione 2), interpretato da Dora Romano. È la nonna di Krisnja e fratello di Francesco ed Aniza.

## Produzione
La serie è creata da Ilaria Tuti, diretta da Carlo Carlei nella prima stagione e da Kiko Rosati nella seconda stagione e prodotta da Rai Fiction e Publispei in collaborazione con Friuli Venezia Giulia Film Commission.

### Rinnovo
Dopo il successo della prima stagione, la serie è stata rinnovata per una seconda  e una terza stagione.

### Riprese
Le riprese si sono svolte da fine marzo a giugno 2022 in Friuli-Venezia Giulia, in particolare nelle città della provincia di Udine come la stessa Udine, Sella Nevea (comune di Chiusaforte) e Tarvisio (dove alcune riprese sono state realizzate presso il Lago del Predil), Malborghetto-Valbruna (dove alcune riprese sono state realizzate in Val Saisera), Coccau, Pontebba, Camporosso e, nella Città Metropolitana di Roma, a Frascati (dove alcune riprese sono state realizzate a Villa Sora).
Le riprese della seconda stagione sono iniziate il 13 novembre 2023 in Friuli-Venezia Giulia (tra Tarvisio, Udine e dintorni) per terminare nel marzo del 2024 a Roma.
Le riprese della terza stagione invece prendono il via il 9 giugno 2025 per terminare il 1° agosto con location Aquileia, Cividale del Friuli, Udine e dintorni.

## Distribuzione
La serie va in onda in prima serata su Rai 1 dal 13 febbraio 2023: la prima stagione è stata trasmessa dal 13 al 27 febbraio 2023, mentre la seconda stagione dal 28 ottobre al 4 novembre 2024.

## Promozione
La conferenza stampa della serie si è svolta martedì 24 gennaio 2023, mentre il 7 febbraio dello stesso anno è stata anche presentata da Elena Sofia Ricci nel corso della prima serata del Festival di Sanremo 2023.
Per promuovere la seconda stagione, Elena Sofia Ricci è stata ballerina per una notte nella quinta puntata del 26 ottobre 2024 della diciannovesima edizione di Ballando con le stelle.